# Cinéma du look
Cinéma du look var en filmrörelse som uppkom i Frankrike under tidigt 1980-tal. Begreppet syftar främst på filmer av regissörerna Jean-Jacques Beineix, Luc Besson och Leos Carax, och lanserades 1989 av kritikern Raphaël Bassan, som var kritisk till rörelsen. Beineix film Diva - dödligt intermezzo från 1981 gick från att bli en flopp till att året efter bli en stor succé.
Cinéma du look-filmer är generellt influerade av populära genrer som tidigare har blivit explorerade i både litteratur och filmskapande. Kriminalthriller är populära inom Cinéma du look. Kända filmer inom denna stilen är La Lune dans le caniveau (Beineix, 1983), Mauvais Sang (Carax, 1986), Leon (Besson, 1994) och The Fifth Element (Besson, 1997).
I rent estetiska termer använder regissörer färg, ljus, ljud och utrymme på ett annorlunda sätt när de jobbar med filmer som faller in under stilen "Cinéma du look" än vad de skulle gjort under en "vanlig" filmproduktion. 
- Färg – färger som rött, blått och gult blir dominanta beståndsdelar i regissörens mise-en-scene, färgerna fungerar också som hjälpmedel för filmens narration.
- Ljus – i många fall föredrar man att jobba inomhus för att kunna använda sig av konstgjort ljus och naturligt mörker.
- Ljud – man förstärker det naturliga bakgrundsljudet och kombinerar det med musik och slagrytmer.[4]